# Марі Сюзанна Рослін
Марі Сюзанна Рослін (фр. Marie-Suzanne Roslin; 9 березня 1734, Париж — 31 серпня, 1772, Париж) — французька жінка-художниця доби рококо, працювала пастеллю і в техніці мініатюри.

## Життєпис
Марі Сюзанна народилась у Парижі. Батько, Вартоломей Гіру, був ювеліром і обслуговував королівський двір. Мати — Марі Сюзанна Лерой. Батько помер 1741 року, а мати 1745-го. Діти залишились сиротами і їх виховували родичі родини Гіру. 
Марі Сюзанна, що успадкувала ім'я матері, показала художні здібності. Отримала можливість навчатися спочатку у художника Моріса Кантена де Латура, а потім у Жозефа-Марі Вьєна (1716-1809), у котрого колись навчався і уславлений Жак-Луї Давід.
Молода художниця зустріла в майстерні Жозефа-Марі Вьєна художника-портретиста Олександра Росліна, шведа за походженням. Вони сподобались один одному, але в перешкоді стосункам були родичі-опікуни дівчини. Адже вона була католичкою із забезпеченої родини, а він — небагатий іноземець-швед і протестант. Марі Сюзанна відмовляла всім претендентам і згодом опікуни погодились із її вибором чоловіка. Був складений весільний контракт, котрий між іншими засвідчив і дипломат Швеції в Парижі.
Подружжя художників Рослін мало трьох доньок і трьох синів. Двійка дітей з шести померли.  
Вагітності і годування дітей відволікали Марі Сюзанну від творчості. Вона зосередилась на створенні портретів переважно пастелями та на створенні мініатюр. Портрет французького скульптора Ж.-Б. Пігаля пензля Марі Сюзанни Рослін викликав схвальні відгуки самого Дені Дідро. 
Художниця захворіла на рак і померла від його ускладнень у тридцятивосьмирічному віці.

## Вибрані твори
- «Мадам де М. Пігаль»;

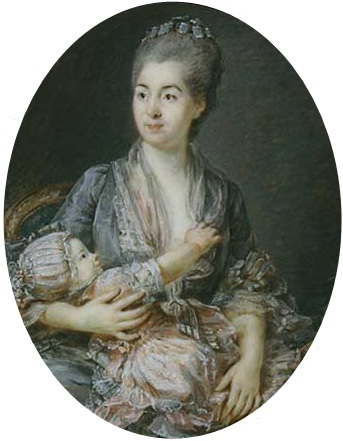
Ху. Петер Адольф Холл. Сюзанна Рослін з донькою, Лувр, Париж.

- «Автопортрет з портретом вчителя де Латура», Національний музей Швеції;
- «Портрет скульптора Ж.-Б. Пігаля », Лувр, Париж;
- «Герік Вільгельм Пейль»;
- «Марі-Жозеф Пейр », французький архітектор, представник класицизму і співпрацівник архітектора Шарля де Вайї.

## Галерея

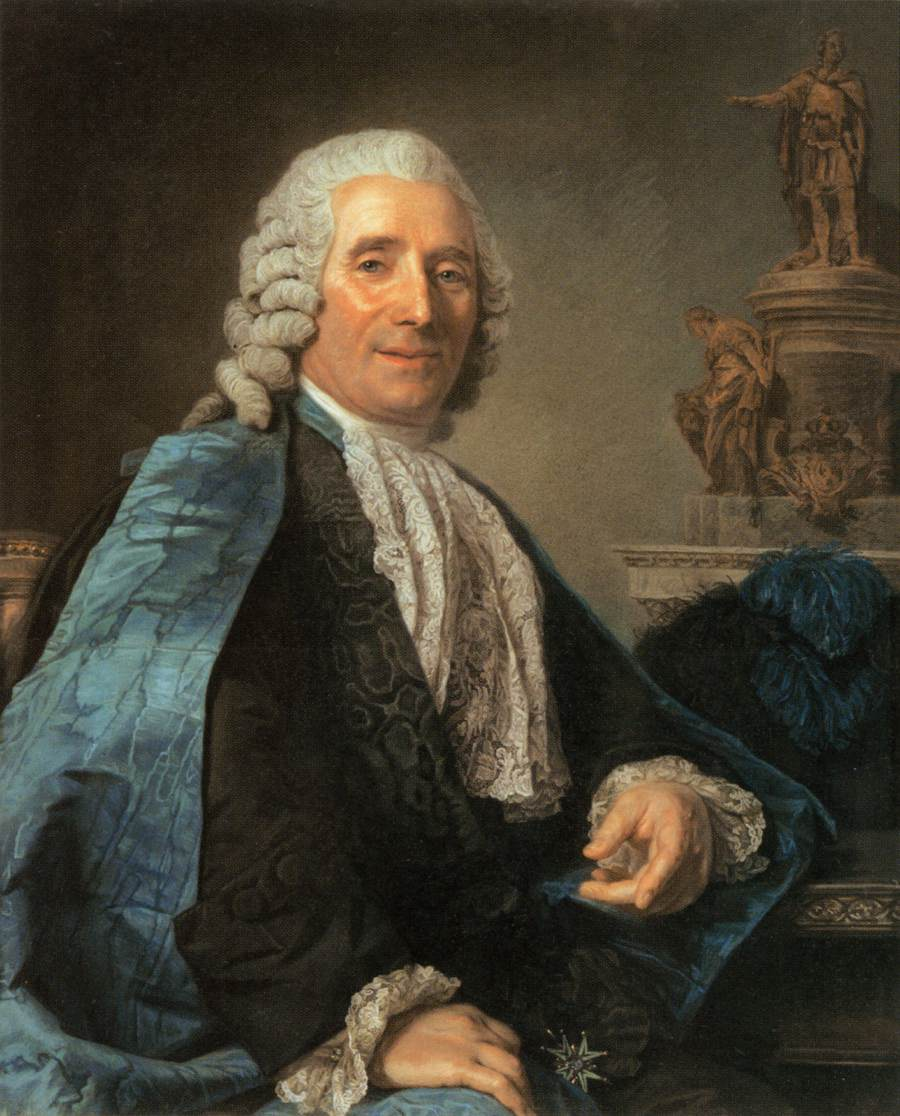
«Портрет скульптора Ж.-Б. Пігаля », Лувр, Париж
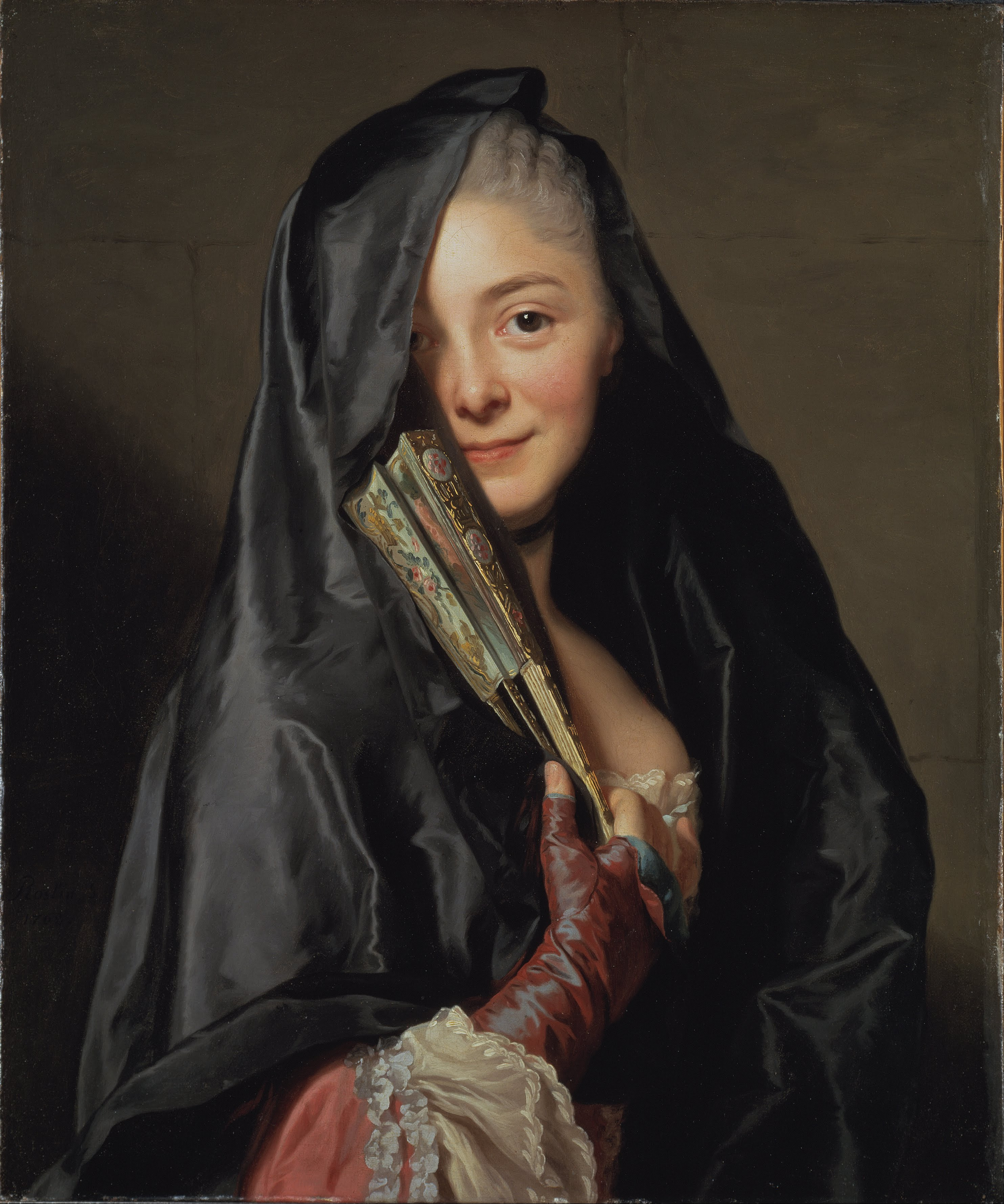
Олександр Рослін. «Пані під вуаллю», моделлю для якого була Марі Сюзанна. Національний музей Швеції
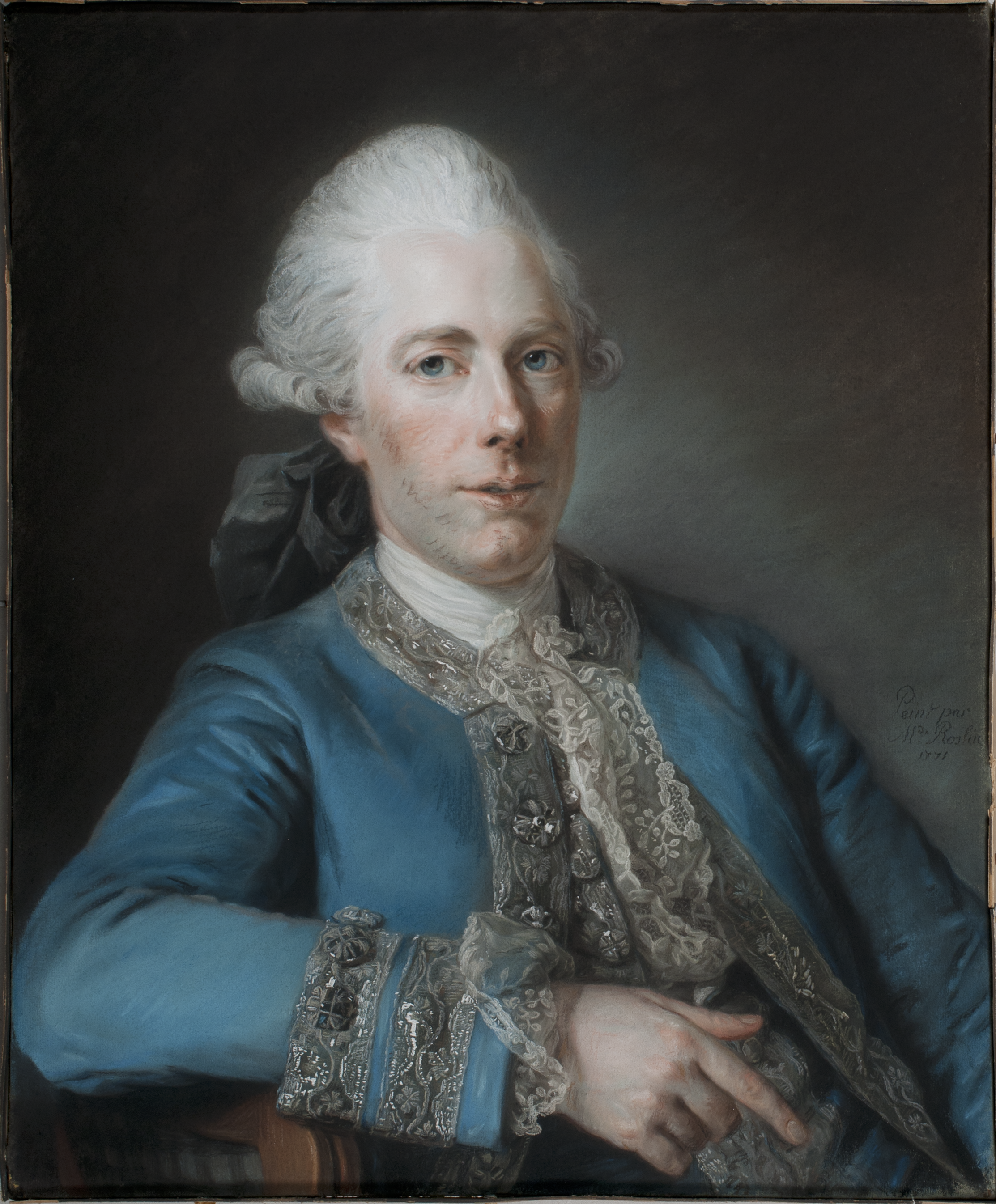
Марі Сюзанна Рослін.«Марі-Жозеф Пейр », французький архітектор, представник класицизму і співпрацівник архітектора Шарля де Вайї.